# Charitoleuca homochares
Charitoleuca homochares är en fjärilsart som beskrevs av Edward Meyrick 1938. Charitoleuca homochares ingår i släktet Charitoleuca och familjen Plutellidae. Inga underarter finns listade i Catalogue of Life.